# 松田元藤
松田 元藤 (まつだ もとふじ) は、室町時代後期から戦国時代にかけての武将。備前国金川城主。

## 略歴
松田元成の子として誕生。文明16年（1484年）、父、元成の敗死により急遽家督を継ぐ。戦時中の総大将の死亡という本来ならば大きな混乱が起きかねない局面で家督を継いだ元藤であったがこれをよく取りまとめ、そのまま山名氏と連携して赤松氏との戦を継続した。
その後、徐々に戦局は山名・松田連合軍に有利に傾き文明17年（1485年）には浦上則宗の子である則景・則国兄弟を相次いで討ち取るなど大きな戦果を挙げる。しかしその後は態勢を立て直した赤松勢が盛り返し長享2年（1488年）には福岡城を浦上宗助に奪還され文明15年（1483年）から6年続いた山名氏と赤松氏の抗争は実質的に両者痛み分けという形で一応の決着を見る。しかし、元藤ら松田氏はこの争乱において備前西部の領地を守り抜いて支配権を確立し、元藤は元成以来の悲願であった守護権力からの独立を果たした。
延徳3年（1491年）、備中国守護代・庄元資が守護・細川勝久に反乱を起こした際には元藤は庄氏に味方して勝久方の軍勢を打ち負かした。この反乱は翌明応元年（1492年）に勝久方の討伐軍によって一時は鎮圧されたが元資は細川政元の支援を受けて再び備中に出陣して勢力を盛り返し、結局は和睦という形で決着したがこれにより備中での守護権力は大きく衰退した。その後も近接する浦上氏に対して元藤は強硬な姿勢を崩さず度々戦となった。明応6年（1497年）、富山城攻めの為に兵を起こした浦上宗助を討つべく元藤は金川城から出撃し宗助を富山城の守備兵との挟撃によって敗走させ窮地に追いやるが駆け付けた宇喜多能家によって崩され宗助を取り逃がす。
文亀2年（1502年）冬には浦上則宗が死亡して間もない浦上氏に対して今度は元藤から浦上領内に侵攻し小競り合いをおこす。そして翌文亀3年（1503年）には雌雄を決するべく旭川の牧石の河原において浦上軍と激突。旭川を強引に渡河して来た浦上軍に対して元藤の軍はあらかじめ笠井山に陣取り、山から攻め降りて浦上軍を旭川を背にさせる形で包囲して戦局を優位に進める。これを見た宇喜多能家が浦上の残りの軍勢を率いて更に渡河して来ると元藤自身も笠井山を降りて攻め入り大乱戦となる（旭川の戦い）。
この乱戦の中で目覚ましい活躍を見せた宇喜多能家の捨て身の攻撃により松田勢は崩れ元藤は領国へと兵を引き上げざるを得なくなる。しかし浦上軍にも追撃の余力は無くこの一戦の後も松田と浦上の勢力図に大きな変動は無いまま睨み合いが続いた。永正6年（1509年）、京に赴いた元藤は三条西実隆より玉松・麗水の二書を贈られこれ以降、居城である金川城は玉松城へと呼び名を改めたという。
父・元成同様に不受不施派の熱心な信奉者であったと伝わる。